# Редлер, Йозеф Карл
Йо́зеф Карл Ре́длер (нем. Josef Karl Rädler, 9 сентября 1844, Фалькенау-на-Эгере, Богемия, Австрийская империя — 13 ноября 1917, Мауэр-Амштеттен, Австро-Венгерская империя) — австрийский художник-акварелист и специалист по росписи фарфора, представитель ар-брюта.
В двадцать три года Редлер переехал в Вену и работал художником по фарфору. В конце концов он открыл собственный бизнес, женился и имел четверых детей. В связи с расстройством психики был помещён в лечебницу в 1893 году, а в 1905 году переведён в приют Мауэр-Олинг. Редлеру был поставлен диагноз «вторичная деменция», но симптомы его болезни связываются в настоящее время с латентной эпилепсией. Начиная с 1897 года, Редлер проводил большую часть своего времени в стенах лечебницы за занятиями живописью. Работы художника после его смерти были спасены одним из врачей и мужем медсестры лечебницы Мауэр-Олинг. Первая же выставка картин Редлера, состоявшаяся в Вене в 1994 году, привлекла к нему внимание искусствоведов и широкой зрительской аудитории.

## Биография
Йозеф Карл Редлер родился в Богемии. В возрасте 23 лет он приехал в Вену, где основал с партнёром в 1872 году (по другим данным — в 1873 году) «Художественную студию росписи фарфора Редлер и Питц» (или «Венскую компанию по росписи фарфора Редлер и Пильц», нем. «Artistische Atelier für Porzellanmalerei Rädler & Pilz», «Wiener Porzellanmalerfirma Rädler und Pilz»), одну из самых крупных в то время в Австро-Венгерской империи, с офисами в Вене, Лондоне, Париже и Франкфурте. Его компания участвовала в международных выставках в Вене (1873) и Париже (1878), экспортировала продукцию за границу. Редлер расписал фарфоровый сервиз для семейства Ротшильдов, уже при его жизни образцы расписанной им посуды экспонировались в собрании Музея Южного Кенсингтона (современный Музей Виктории и Альберта). Ряд работ «Художественной студии росписи фарфора Редлер и Питц» находятся в коллекции Австрийского музея прикладного искусства в Вене. Это — несколько фарфоровых тарелок с рельефными золотыми украшениями. Посуда, произведённая фирмой, была отмечена монограммой совладельцев и обозначением места производства «Wien RP». Фирма в своих росписях ориентировалась на академическое творчество Ангелики Кауфман и Ганса Макарта.

### Появление проблем с психикой
Сам Редлер вёл вполне заурядную жизнь добропорядочного обывателя, женился и имел четверых детей (ещё четверо умерли в детстве). Он отличался крепким здоровьем, хотя время от времени жаловался на головные боли. Однако, когда ему было за сорок лет, Редлер начал испытывать резкие перепады настроения, что побуждало его начинать время от времени фантастические бизнес-проекты. Он разрушил семейное финансовое благополучие и запутался в бесплодных судебных процессах. Редлер стал сильно пить, совершал дорогие и бессмысленные покупки, плохо спал, завёл любовниц, предпринимал бесцельные путешествия. Cемья, чувствуя, что больше не может с ним справиться, заставила его лечь в психиатрическую лечебницу. 1 октября 1893 года он был помещён в частную лечебницу в Лайнце, а 30 декабря того же года — в венскую Пильгерхайн. По прибытии в Пильгерхайн Радлер был спокоен, жизнерадостен, следил за собой. Он проявил живой интерес к окружающим и заявил, что счастлив здесь. В лечебнице Редлер утверждал, что нужно «растить доброе, благородное и прекрасное», часто цитировал Конфуция и увлекался чтением писем Гёте. В начале 1899 года художник отчаянно требовал встречи со своей женой и угрожал повеситься.
Первоначальным диагнозом Редлеру стал «психоз с маниакальными состояниями возбуждения» (нем. «Psychose mit manischen Erregungszuständen angenommen»). Впоследствии ему был поставлен диагноз «вторичная деменция» (нем. «Sekundärer Demenz», в настоящее время она называется шизофренией), но австрийский психиатр и исследователь ар-брюта Лео Навратил, основываясь на анализе сохранившейся истории болезни художника, высказал предположение, что симптомы его расстройства могли быть результатом нарушений височной доли, вызванных латентной эпилепсией. В последний год жизни Редлер жестоко страдал от эпилепсии. Эпилепсия была зафиксирована и среди его кровных родственников. При этом, Навратил допускал и возможность наличия у Редлера маниакального синдрома. Постановлением областного суда Вены от 14 мая 1897 года над Редлером была установлена опека, его опекуном был назначен управляющий Эдуард Пригген.

### Редлер в Мауэр-Олинге
В 1905 году Редлер был переведён в новую современную психиатрическую лечебницу — региональную больницу Франца Иосифа I Мауэр-Олинг. Среди особенностей заведения были большие парковые площадки, зона развлечений, где пациенты могли организовать фольклорный фестиваль, танцы, боулинг…. Вскоре после переезда из Вены в Мауэр-Олинг 11 августа 1905 года Редлер выразил своё удовлетворение сменой обстановки, объясняя свою точку зрения расширением возможностей для творчества. Он свободно перемещался по лечебнице и возобновил занятия живописью. Акварели художника позволяют восстановить повседневную жизнь лечебницы: «Есть акварели, изображающие лечебницу, созданные в пять утра, в столовой, во время принятия водных процедур, на ферме, в мастерских, на прогулках и вечеринках. Он рисует групповые изображения женщин и детей в красивых костюмах, читателей и курильщиков, посетителей». О своём состоянии в это время художник писал в письме: «Это должно быть удовольствием — быть заключённым здесь», на одной из своих акварелей он надписал: «В сумасшедшем доме я осознаю себя счастливым»
Редлер большую часть времени рисовал и писал, используя большое количество бумаги и краски. Эта деятельность, по предположению исследователя творчества художника, была разрешена, а, возможно, даже поощрялась администрацией лечебницы, поскольку занятия живописью не оставляли времени художнику для конфликтов с персоналом. Работники лечебницы не любили художника, Редлер мог быть скандальным и воинственным. Когда он не писал акварели, то часто приставал с беседами к пациентам, произнося длинные философские монологи (записи персонала характеризовали его как «сварливого, глупого, высокомерного и упрямого» человека). Обычно подписывая свои акварели «Смеющийся философ», он считал себя великим мыслителем и художником (он называл себя также «придворный художник Австрии, Сиама и Италии», «поэт» и «апостол человечества»). Многие из своих работ он собирался продать по баснословным ценам, хотя был готов уступить значительно дешевле, если покупатель подписывал вексель. Врачи не придавали внимания творчеству Редлера. Художественные амбиции Редлера рассматривались как ещё одно свидетельство мании величия. Современные художественные критики утверждают, что если бы Редлер находился в творческой среде профессиональных деятелей искусства, его могли бы воспринимать как представителя зарождающегося авангарда, или, по крайней мере, предотвратили бы направление в психиатрическую больницу.
Художник был принципиальным и последовательным пацифистом. Некоторые его поступки и мысли говорят о ясности ума, хотя и вступают в конфликт с представлениями обывателей того времени. «Это позор для всей Европы, что человек против человека должен вести войну… В войне и убийстве, что можно получить? — Уничтожение людей и культуры!!!», — писал Редлер в 1914 году после начала Первой мировой войны, когда Европа была охвачена милитаристской истерией. Редлер также выступал за эмансипацию женщин. Художник скончался 13 ноября 1917 в психиатрической лечебнице Мауэр-Олинг.

## Изучение творчества художника
Один из сыновей Редлера стал художником, но собственная семья так и не проявила интереса к творчеству Йозефа Карла Редлера. После его смерти в 1917 году работы художника были перенесены на чердак лечебницы, а пятьдесят лет спустя выброшены в мусор. Сохранившиеся четыреста (по другим данным — 850) акварелей Редлера были обнаружены в 1960-х годах в куче мусора в Мауэр-Олинге мужем одной из медсестёр. В 1972 году эта медсестра привезла коллекцию работ Редлера Лео Навратилу, австрийскому психиатру, известному тем, что создал творческое объединение художников в психиатрической больнице, в которой работал. Навратил приобрёл у неё около 100 акварелей Редлера, которые он передал в дар в Музей Нижней Австрии, где они были представлены на персональной выставке Редлера в 1994 году. Остальные рисунки были сохранены одним из врачей в Мауэр-Олинге и постепенно распродавались. Около половины находятся в австрийском провинциальном музее в Санкт-Пёльтене. Владелец частной галереи Фердинанд Альтнёдер — один из самых крупных специалистов по Art brut в современной Австрии и большой поклонник творчества Редлера. В его коллекции в Зальцбурге также находилось большое количество работ художника, однако он продал практически все принадлежавшие ему работы Редлера. Самая дорогая из них ушла всего за 8 800 евро.
В 1994 году психиатр и почитатель и исследователь творчества Карла Йозефа Редлера Лео Навратил (1921—2006) издал монографию, посвящённую художнику. Книга была опубликована по случаю персональной выставки Йозефа Карла Редлера в Музее Нижней Австрии. Фердинанд Альтнёдер посвятил творчеству художника статью в художественном журнале «Raw Vision», специализирующемся на творчестве людей с проблемами психики. Творчество художника рассматривается и в общих работах по истории ар-брют и истории европейской психиатрии.
Персональные выставки художника также прошли в Галерее Святого Этьена в Нью-Йорке в 2001 году и в Wellcome Collection в Лондоне в 2009 году, в 2013 году в Зальцбурге в Галерее Альтнёдера, во дворце Бельведер в Вене (2014 год) и в Музее Всего (на данной выставке были представлены портреты и пейзажи художника), снова в Вене на Кернтнерштрассе 26 в октябре 2018 года по инициативе Австрийского общества Золотых Крестов (нем. Österreichischen Gesellschaft vom Goldenen Kreuze).
Картины Редлера также представлены на постоянной основе в экспозиции лондонского музея, посвящённого связям между медициной, жизнью и искусством Wellcome Collection, в передвижном музее работ малоизвестных и не выставлявшихся официально художников, а также художников-самоучек Музее Всего, Музее Вены, других музеях.

## Особенности творчества
Искусствоведы предполагают, что Редлер начал рисовать в лечебнице Пильгерхайн с 1897 года. Именно с этого времени в истории болезни пациента впервые появились записи, содержащие описание рисунков Редлера. Среди них:
«Старательно упражняется в рисовании. Он украшает все свои картины афоризмами. В выборе объекта демонстрирует известное постоянство. Он считает себя великим художником, неоднократно с иронией выражает своё особое удовлетворение пребыванием в учреждении, где можно узнать так много. Также хочет привести сюда своих детей с целью воспитания».
Его акварели тщательно выписаны по обеим сторонам листа. Одна сторона обычно содержит относительно реалистичное изображение, в то время как другая покрыта сложными сочетаниями символических фигур и слов, которые часто превращаются в неразборчивые каракули. Все его рисунки датированы и подписаны. Нередко в подпись художник добавлял серию тайных символов: треугольник, квадрат, символы в виде букв, маленькие круги и точки. Поскольку художник часто работал над своими картинами в разные годы, на одной и той же странице можно найти несколько дат. Все работы художника выполнены в смешанной технике с использованием акварели, дополняемой темперой и надписями чернилами на бумаге. Судьба работ сказалась на их состоянии. Краски достаточно свежие, но хрупкие, некоторые листы повреждены или порваны по краям.
Редлер придавал большое значение колориту страницы. Как правило, доминируют один или два цвета. Самые маленькие работы Радлера созданы в формате почтовой открытки, формат самой большой составляет приблизительно 30 x 40 сантиметров. Многие работы имеют стандартный размер около 30 x 20 сантиметров.
Историк искусства и издатель Рейнхард Крихбаум сравнивал работы Редлера со страницами арабского Корана и находил в них мотивы немецкой крестьянской живописи.

### Сюжеты и мотивы
Птицы в работах Редлера, по мнению Навратила, являются метафорами безумия. В таком значении между двумя беседующими друг с другом в больничном помещении пациентами он изображает пролетающую птицу. В изображениях ласточек, парящих высоко в небе, цветов и ярких листьев, сделанных Редлером в лечебнице, Лео Навратил увидел отголоски и мотивы прежней его деятельности в качестве художника по фарфору. В начале 20-х годов немецкий психиатр, собиратель и историк искусства душевнобольных Ханс Принцхорн высказал мнение, что число художественно активных пациентов в психиатрических учреждениях не больше, чем в среднем среди населения, и составляет около двух процентов. Лео Навратил утверждал в своей биографии Йозефа Карла Редлера, что спонтанный интерес к рисунку и занятие живописью среди пациентов происходит не от врожденного таланта, а в первую очередь — от внешних обстоятельств. Пациент начинает рисовать, если он ещё до своей болезни был связан с этой или аналогичной деятельностью. Такой деятельностью, по его мнению, для Редлера и стала роспись фарфора.
Навратил пытался найти особенности сюжетов и мотивов в творчестве художника в разные периоды его пребывания в лечебницах. Редлер, по мнению исследователя, в начале своей живописной деятельности в лечебнице Пильгерхайн изображал отдельные, привлекшие его внимание сценки, например, с большой симпатией нарисовал маленькую девочку и двоих пожилых мужчин на садовой скамейке. В Мауэр-Олинге у него появилась большая свобода передвижения и значительно более разнообразная окружающая обстановка. Тематика и мотивы работ Редлера в этот период значительно расширились и стали более разнообразными. Другие исследователи творчества художника также отмечают, что после его переезда в Мауэр-Олинг круг тем Редлера заметно расширился. Исследовательница ар-брют Джейн Каллир замечала, что в то время как раньше он рисовал в основном птиц, а также восходы и закаты, теперь он создавал портреты пациентов, бытовые сцены с их участием, и пейзажи ландшафта, окружающего больницу. «Чрезвычайно тонкий, детализированный стиль ранних работ исчезает с годами, он становится грубее и приближается к тому, что называется наивной живописью», — так характеризует эволюцию его творчества искусствовед Фердинанд Альтнёдер.

### Надписи на акварелях
Надписи на акварелях Редлера сделаны в основном трудно читаемым шрифтом, который приобретает благодаря этому значение декора; часто они сделаны как на лицевой странице, так и на обороте. Страницы обрамлены сложными декоративными рамками. Одни страницы напомнили исследователю творчества художника Лео Навратилу восточные ковры, другие — старинные документы. Отдельные слова вообще не могут быть расшифрованы. Радлер, по мнению Навратила, писал слишком быстро и уделял мало внимания читаемости текста. Вместе с тем, встречаются и легко читаемые короткие надписи, которые являются авторским комментарием к изображению. Под портретом маленькой девочки, которая украсила себя красивой лентой, надпись гласит: «Молодость! Как она украшает себя! Конечно, она довольна собой, в восторге! Вена, 1903, июнь, Пильгерхайн».
Лео Навратил считал, что надписи на акварелях являются посланиями художника человечеству. По его мнению, для Редлера не было свойственно ощущение миссии в религиозном смысле, он не чувствовал себя спасителем мира. В большей степени он ощущал себя просветителем, отстаивающим образование и мир. В надписях он снова и снова не просто называл себя художником, но также поэтом и философом, писал, что церкви должны быть преобразованы в музеи и художественные галереи, пытался убедить зрителей и читателей в ценности искусства и науки. Сочетание изображения и текста делает изображение богаче в смысловом отношении, они кажутся загадочными и свидетельствуют о напряжённой умственной деятельности автора. По словам Навратила, оригинальность работ Редлера заключается «в плотности и сложности каждого уникального листа и материальной осязаемости, которая лежит в основе его творчества».
- Йозеф Карл Редлер. Посмотрите на этого мальчика (№ 131), 1905, 1908, 39 x 29,1
- Йозеф Карл Редлер. Прекрасное мышление, половина = защита от зла (№ 139, оборот), 1910, 1912, 42,9 x 29,2
- Йозеф Карл Редлер. Здесь на акварели Господин Штадлер (№ 128), 1911, 1912, 1914, 42,6 x 29,1
- Йозеф Карл Редлер. Человеческое достоинство Европы (№ 95), 1913, 39,9 x 30,1
- Йозеф Карл Редлер. Итак, в Китае для вашего сердца (№ 123, оборот), 1914, 40 x 30

### Комментарии
1. ↑  Фердинанд Альтнёдель и Райнер Бёзель воспринимали в этом словосочетании название „Сиам“ в смысле „Страна улыбок“ — Altnöder F. Josef Karl Rädler. (нем.) // Vernissage Magazin : Журнал. — 2010. — Summer (Nr. 30). — S. 293. и Bösel R. Wie das Gehirn „Wirklichkeit“ konstruiert: Zur Neuropsychologie des realistischen, fiktionalen und metaphysischen Denkens. (нем.). — GmbH: Kohlhammer W, 2016. — S. 42 (epub). — 192 S. — ISBN 978-3170-3026-55.